# Sherlock Holmes - Gioco di ombre
Sherlock Holmes - Gioco di ombre (Sherlock Holmes: A Game of Shadows) è un film del 2011 diretto da Guy Ritchie e interpretato da Robert Downey Jr. nel ruolo del famoso investigatore Sherlock Holmes e Jude Law nella parte del dottor Watson. Si tratta del seguito di Sherlock Holmes, uscito nel 2009, ed è il secondo film del franchise Warner Bros. sull'investigatore.
La trama fa riferimento al racconto L'ultima avventura.

## Trama
Nel 1891, un anno dopo gli eventi del film precedente, l'Europa è insanguinata da una serie di attentati di matrice anarchica. Sherlock Holmes sottrae un pacchetto a Irene Adler e si rende conto che dietro alla sequenza di attentati anarchici che hanno insanguinato l'Europa negli ultimi mesi c'è il professor James Moriarty, del quale Adler è una pedina. La donna viene poco dopo assassinata proprio da Moriarty, che la giudica inaffidabile. All'addio al celibato di Watson, Holmes cerca la cartomante Simza Heron. Il detective sa che il fratello di lei, René, è stato molto probabilmente rapito da Moriarty. Dopo aver salvato Simza da un sicario, questa si dilegua, senza avergli fornito informazioni utili. Al matrimonio di Watson, Holmes riceve un invito ad incontrare Moriarty.
All'appuntamento, questi rivela a Holmes di aver fatto uccidere Irene e di avere intenzione di eliminare anche il dottor Watson e sua moglie Mary. Holmes, dopo avere salvato i due sposi, sul treno che li stava portando in luna di miele, si reca con Watson a Parigi per ritrovare Simza. Costei racconta loro come suo fratello ultimamente frequentasse un gruppo di anarchici e come, negli ultimi tempi, avesse collaborato con Moriarty. Holmes, dopo un incontro col capo degli anarchici, capisce che sarà compiuto un attentato a Parigi, ma non riesce a sventarlo. Le vittime dell'esplosione, in realtà, servono a coprire l'unico obiettivo a cui Moriarty era interessato: un industriale, proprietario di una fabbrica tedesca di armi, della quale il professore vuole impossessarsi.
Holmes, Watson e Simza raggiungono la fabbrica, dove scoprono immagazzinate enormi quantità di armi, pronte per la consegna. Holmes intuisce la strategia di Moriarty: conquistare il predominio sul mercato degli armamenti, acquisendo le maggiori aziende attraverso una serie di omicidi e speculazioni finanziarie, e quindi provocare la guerra, per vendere gli arsenali ai belligeranti. Holmes viene però catturato da Moriarty, che lo tortura per ottenere informazioni, ma Watson riesce a liberarlo.
Dopo la fuga i tre raggiungono il castello presso le cascate di Reichenbach, dove deve svolgersi la conferenza di pace tra Germania, Francia, e le altre maggiori potenze europee. La presenza del fratello di Holmes, Mycroft, al seguito della delegazione inglese, permette ai tre di partecipare al ricevimento. Qui Holmes deduce che il fratello di Simza deve aver subito un intervento di plastica facciale, per poter impersonare un diplomatico partecipante alla conferenza, e assassinare un esponente di un'altra delegazione, portando alla guerra desiderata da Moriarty.
Nel corso della cerimonia, Moriarty e Holmes si appartano sulla terrazza del castello per affrontarsi in una partita a scacchi, lasciando a Watson il compito di intuire chi sia il fratello di Simza e sventare l'attentato. Watson riesce a scoprire l'attentatore e a far fallire il piano del professore. Questi, comunque, è convinto che la guerra scoppierà ugualmente e, quando avverrà, lui sarà pronto per rifornire i belligeranti. Ma Holmes distrugge la sicurezza del rivale svelando di avergli sottratto, mentre era sotto tortura, il taccuino coi numeri delle sue cassette di sicurezza, facendo in modo che tutti i suoi averi vengano donati in beneficenza.
Infuriato per essere stato rovinato economicamente, Moriarty affronta Holmes per ucciderlo. Ancora ferito per le torture, Holmes capisce di non poterlo battere, quindi si getta dalla balconata del terrazzo trascinandolo con sé, sotto gli occhi dell'impotente Watson. La ricerca dei corpi non dà esito e i due vengono dati per morti.
Nel finale, il dottor Watson, dopo aver trascritto la vicenda e aver concluso con un ultimo elogio dell'amico defunto, mette la parola «Fine» alla storia. Approfittando della sua assenza, Holmes, mimetizzato nella stanza, aggiunge un beffardo punto di domanda alla parola.

## Produzione

### Effetti visivi
Gli effetti speciali digitali sono stati realizzati dalla BlueBolt.

## Promozione
Il primo trailer in lingua originale fu distribuito nel luglio 2011.

## Distribuzione
Il film fu distribuito nelle sale cinematografiche il 16 dicembre 2011, negli Stati Uniti mentre, in altri paesi, il 25 dicembre. In Italia uscì il 16 dicembre incassando, durante i primi giorni, quasi 3,5 milioni e conquistando così la vetta della classifica al botteghino natalizio.

## Accoglienza

### Incassi
Il film ha incassato 529.000.000 dollari, dei quali 186.700.000 negli Stati Uniti e 342.300.000 nel resto del mondo.

## Riconoscimenti
- 2012 - Saturn Award
  - Nomination Miglior film d'azione/di avventura
  - Nomination Migliori costumi a Jenny Beavan
- 2012 - Empire Awards
  - Nomination Miglior thriller
- 2012 - Teen Choice Awards
  - Nomination Miglior film d'azione
  - Nomination Miglior attore in un film d'azione a Robert Downey Jr.
  - Nomination Miglior attrice in un film d'azione a Noomi Rapace
- 2011 - Visual Effects Society
  - Nomination Migliori effetti visivi a Laya Armian, Chas Jarrett, Seth Maury e Sirio Quintavalle
- 2012 - ASCAP Award
  - Top Box Office Films a Hans Zimmer e Lorne Balfe
- 2012 - British Society of Cinematographers
  - Nomination GBCT Operators Award a Vince McGahon
- 2012 - Golden Trailer Awards
  - Miglior spot TV d'azione
  - Nomination Miglior film d'azione
- 2012 - Premio Jupiter
  - Nomination Miglior attrice internazionale a Noomi Rapace
- 2012 - Russian National Movie Awards
  - Miglior film d'azione dell'anno
- 2012 - The Operators Award
  - Nomination Miglior operatore alla camera a Vince McGahon

## Affinità con l'opera letteraria
Rispetto al film precedente, in questo film compare un maggior numero di riferimenti ai racconti di Arthur Conan Doyle.
Quando il dottor Watson fa visita a Holmes, si intravede, vicino ad una finestra, una scultura che riproduce le fattezze dell'amico. Di un oggetto del genere Conan Doyle parla in due racconti: L'avventura della casa vuota (dalla raccolta Il ritorno di Sherlock Holmes del 1905) e L'avventura della pietra di Mazarino, noto anche come L'avventura del diamante giallo (dalla raccolta Il taccuino di Sherlock Holmes, del 1927).
Nella scena del colloquio fra Holmes ed il professor Moriarty, vi è uno scambio di battute identico a quello del racconto L'ultima avventura (1893), quando i due antagonisti si affrontano nello studio di Holmes a Baker Street. All'inizio di questa stessa scena, Holmes chiede all'avversario di scrivergli una dedica su di una copia del suo libro La dinamica di un asteroide (The Dynamics of an Asteroid). Di questa pubblicazione di Moriarty, Conan Doyle parla ne La valle della paura (1915).
Nel film appare il fratello di Sherlock, Mycroft Holmes. Nell'opera di Conan Doyle, Mycroft fa la sua prima apparizione nel racconto L'interprete greco (dalla raccolta Le memorie di Sherlock Holmes del 1894) e viene menzionato sia ne L'ultima avventura sia ne L'avventura della casa vuota, per tornare poi ne I piani Bruce-Partington (dalla raccolta L'ultimo saluto di Sherlock Holmes del 1917); proprio da quest'ultimo racconto provengono, rimaneggiate, alcune battute con le quali Holmes descrive a Watson il ruolo che suo fratello ricopre nel governo.
Appare anche il colonnello Sebastian Moran, fedele braccio destro di Moriarty, nonché provetto tiratore con la sua carabina ad aria compressa, descritta ampiamente nel racconto L'avventura della casa vuota.
Ancora da L'ultima avventura proviene l'ambientazione dell'apparentemente tragico epilogo della vicenda: la Svizzera, anche se qui Holmes la raggiunge per seguire una conferenza internazionale, una circostanza assente nel racconto d'origine, e le cascate di Reichenbach che ne L'ultima avventura portano Watson a supporre che Holmes vi sia precipitato assieme al suo mortale nemico. Nel film, invece, Holmes, proprio davanti agli occhi sbigottiti dell'amico, vi si lancia trascinando con sé Moriarty.
Un altro elemento ripreso con fedeltà è la presa che Holmes effettua su Moriarty per immobilizzarlo, descritta minuziosamente dall'autore e riprodotta in molte illustrazioni.
Va segnalato inoltre il biglietto che Holmes lascia a Watson nella fabbrica di armi, il cui testo proviene dal racconto L'avventura dell'uomo carponi, noto anche come L'avventura dell'uomo che camminava a quattro zampe, che appare nella raccolta Il taccuino di Sherlock Holmes, pubblicata nel 1927 e che, nell'originale, dice: «Dear Watson, come at once if convenient - if inconvenient come all the same» ("Caro Watson, venga quando le è comodo; se non le è comodo, venga comunque").
Infine, le parole addolorate che Watson, alla fine del film, batte a macchina provengono, quasi testualmente, da L'ultima avventura.

## Inesattezze storiche
La pistola prodotta nella fabbrica Moriarty è una Mauser C96. La pistola, però, aveva un'alimentazione tramite uno Stripper clip da dieci cartucce e non da un caricatore esterno come nel film. La pistola fu prodotta solo nel 1896, cioè cinque anni dopo gli avvenimenti del film.
In una scena del film è mostrata una mappa dell'Europa. Si può notare che è piena di incongruenze. Appaiono infatti la Norvegia e la Polonia, all'epoca parti rispettivamente di Svezia-Norvegia e Impero russo. Inoltre la Germania viene mostrata con i confini attuali, sulla Linea Oder-Neisse. In un'altra scena del film compare una mappa dell'Europa con i confini del 1815.
In un'altra scena si vedono su alcune casse di munizioni le bandiere di varie nazioni europee a cui erano destinate. A quelle di Italia e Spagna mancano gli stemmi delle case reali, mentre la bandiera tedesca rappresentata è quella odierna, non quella dell'impero tedesco.

## Curiosità
La partita di scacchi tra Sherlock Holmes ed il professor Moriarty è palesemente ispirata ad una partita giocata dai Grandi Maestri Bent Larsen e Tigran Petrosjan nel 1966.
Nella scena in cui Holmes cavalca un pony è stata ironicamente usata la musica di Ennio Morricone dal film Gli avvoltoi hanno fame, Two Mules for Sister Sara del 1970.

## Sequel
La Warner Bros. annunciò nell'ottobre 2011 che la bozza per la trama del terzo film della serie era in corso di realizzazione da parte dello sceneggiatore Drew Pearce. Egli fu in seguito sostituito da Justin Haythe e poi ancora da James Coyne.
Nell'aprile 2016 Robert Downey Jr. annunciò che il copione per il film era pronto e che le riprese sarebbero partite nell'autunno dello stesso anno. Nel marzo 2019 la Warner Bros. annunciò lo spostamento dell'uscita del film al dicembre 2021. Recentemente la Warner ha affermato che a dirigere il sequel sarà Dexter Fletcher. Nell’estate 2020 Robert Downey Jr. ha espresso il desiderio di coinvolgere nel cast l’amico Johnny Depp.
Nel 2022 è stato confermato che è in corso la produzione del terzo film, assieme a due serie televisive ed un film/mediometraggio per la TV per espandere il franchise.